# Karel Ševčík (fotograf)

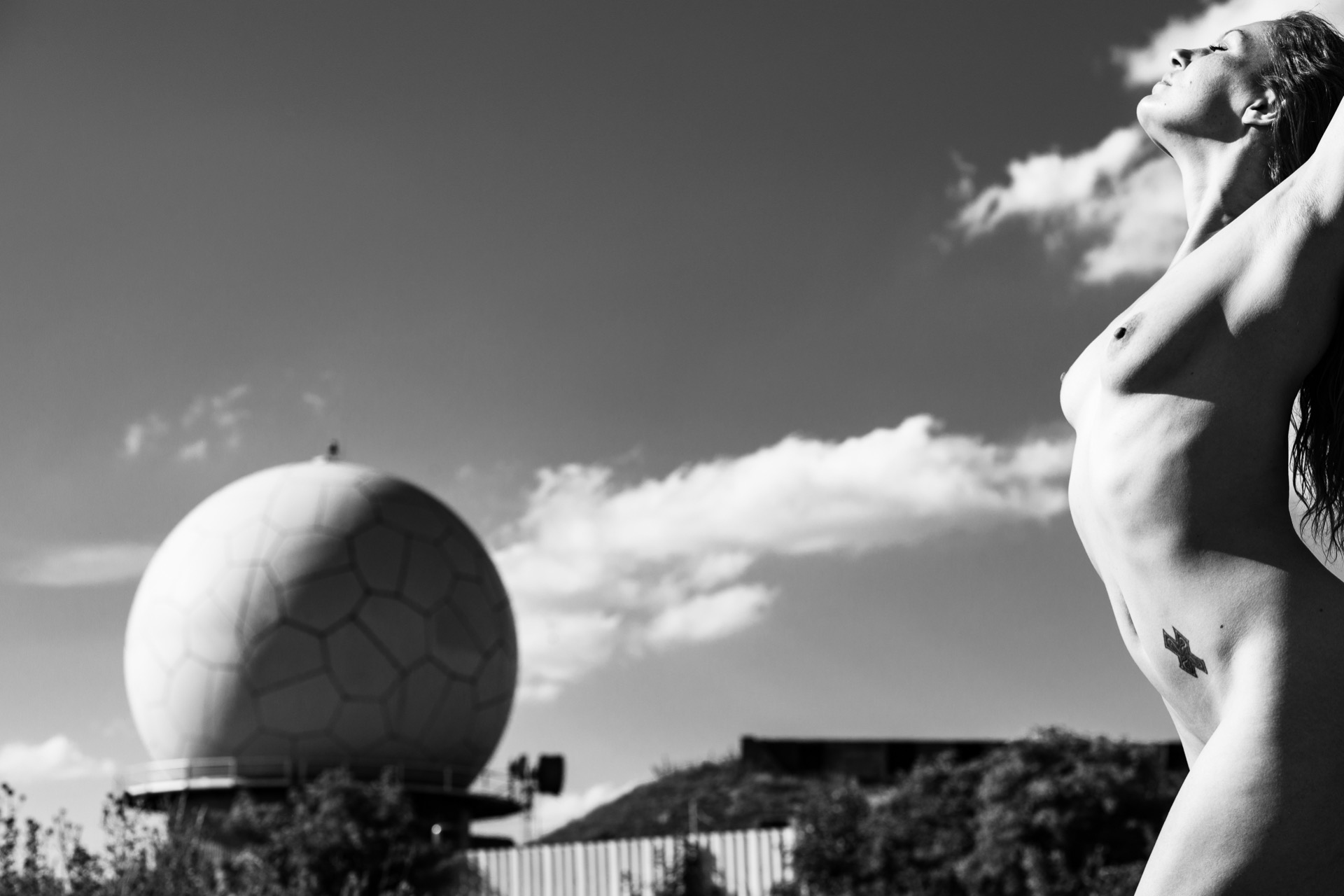
Sphaera, 2019

Karel Ševčík (* 12. září 1983, Zlín) je český fotograf.

## Životopis
Narodil se ve Zlíně 12. září 1983. Vyrůstal a doposud žije v malém průmyslově zaměřeném městě Zlínského kraje Otrokovicích. Vystudoval gymnázium v Otrokovicích (1997–2003) a přírodovědeckou fakultu Ostravské univerzity, obor systematická biologie a ekologie (2003–2009). Rok pracoval v managementu chemické výroby. V současnosti[kdy?] pracuje jako úředník na odboru ochrany životního prostředí Městského úřadu Otrokovice. Fotografování se příležitostně věnoval už v dětství. Naplno rozvinul fotografickou činnost až  od podzimu roku 2009, s rozmachem digitální fotografie, konkrétně s aparátem značky Nikon. Také si vyzkoušel instantní fotografií Polaroid a hybridní proces pomocí Flexaret IVa.
Od roku 2010 je členem Otrokovického fotoklubu Beseda. V letech 2010-2013 se vzdělával se v tříletém kurzu v oboru výtvarné fotografie na Institutu fotografických studií Photogenia v Brně. Od roku 2016 se stal členem České federace fotografického umění.
V počátcích se nejvíce věnoval makrofotografii, detailům, abstrakci či focení zvířat. V současnosti[kdy?] fotí převážně téma architektury a pak především portrét a akt, respektive ucelenější tematické projekty zaměřené z velké části na detaily těla, experimenty s vícenásobnou expozicí nebo dlouhým časem.

### Výstavy
Výstavní činnosti se věnuje od roku 2011, kdy měl první samostatnou výstavu portrétního souboru TOMA ve Zlíně v cukrárně Panoráma. Se svými snímky se postupně objevil v čajovnách, kavárnách, knihovnách, či firemních prostorech  v Otrokovicích, Zlíně, Brnu, Olomouci, Praze, aj.  Desátou výstavu pak zahájil v listopadu roku 2018 ve Slovenských Medzilaborcích, konkrétně v Muzeu moderního umění Andyho Warhola pod titulem Vše co (ne)schováš. Se svými snímky se postupně objevil na společných výstavách pořádaných fotoklubem, nebo jinými spolky například v Napajedlech, Slavičíně, Bohumíně, na plumlovském zámku a v Litovli ale i v maďarském Vácu, nebo v polské Svídnici na 35. dni Fotografii Svidnica 2022. Městská galerie v Otrokovicích pod vedením místního fotoklubu uspořádala na přelomu srpna a září roku 2019 výstavu Vše, co (ne)schováš. Za další milník ve výstavní činnosti se považuje realizace výstavy Po/City v Galerii Kulturního Centra v České Třebové, která byla zahájena 16. dubna 2024.
Každoročně se účastní mezinárodních soutěží. V rámci České republiky získal jako své nejvyšší ocenění druhé místo v časopise Československá fotografie v roce 2014 a třetí místo v soutěži Černobílé valéry 2017 z Rýmařova. V roce 2023 v říjnovém vydání časopisu  Reflex probíhala soutěž na téma pohyb, ve které se umístila jeho fotografie na prvním místě. Ze zahraničních soutěží získal množství nominací, či finálových umístění a čestná uznání poroty, nejvyšší možné ocenění hned po medailových příčkách. V roce 2022 v newyorské Muse Photography Awards získal své první bronzové umístění, jen o rok později pak i stříbrné umístění a v Lisabonu v rámci 4. mezinárodní výstavy fotografií Portugal 2022 obsadil první místo se ziskem zlaté medaile pořadatele Nice PhotoService. V srpnu 2023 byly vyhlášeny výsledky Prix de la Photographie v Paříži, kde získal své vůbec první ocenění (bronz) v této prestižní soutěži. V roce 2021 získal ocenění za přínos fotografii a titul Hon.CPE, který uděluje Campina Photographic Exhibitions Society z Rumunska.. 

### Publikační činnost
V roce 2014 poskytl rozhovor pro někdejší Robert Vano Gallery v Bratislavě, v roce 2016 časopisu FotoVideo, dále pro internetový magazín o umění AFUK, Otrokovické noviny 3/23 , časopis Reflex v roce 2024 nebo Patriot 04/2025. Publikoval své práce na blogu undergroudového webu NaPokraji, v zahraničí pak v portugalském časopisu Photographers Magazine, kde například v čísle 7/2021 a 8/2022 se objevily jednotlivé fotografie. 29. 7. 2023 vydal svou první fotografickou monografii Vše co (ne)schováš věnovanou zmiňované výstavě v Medzilaborcích.

## Výstavy
2025

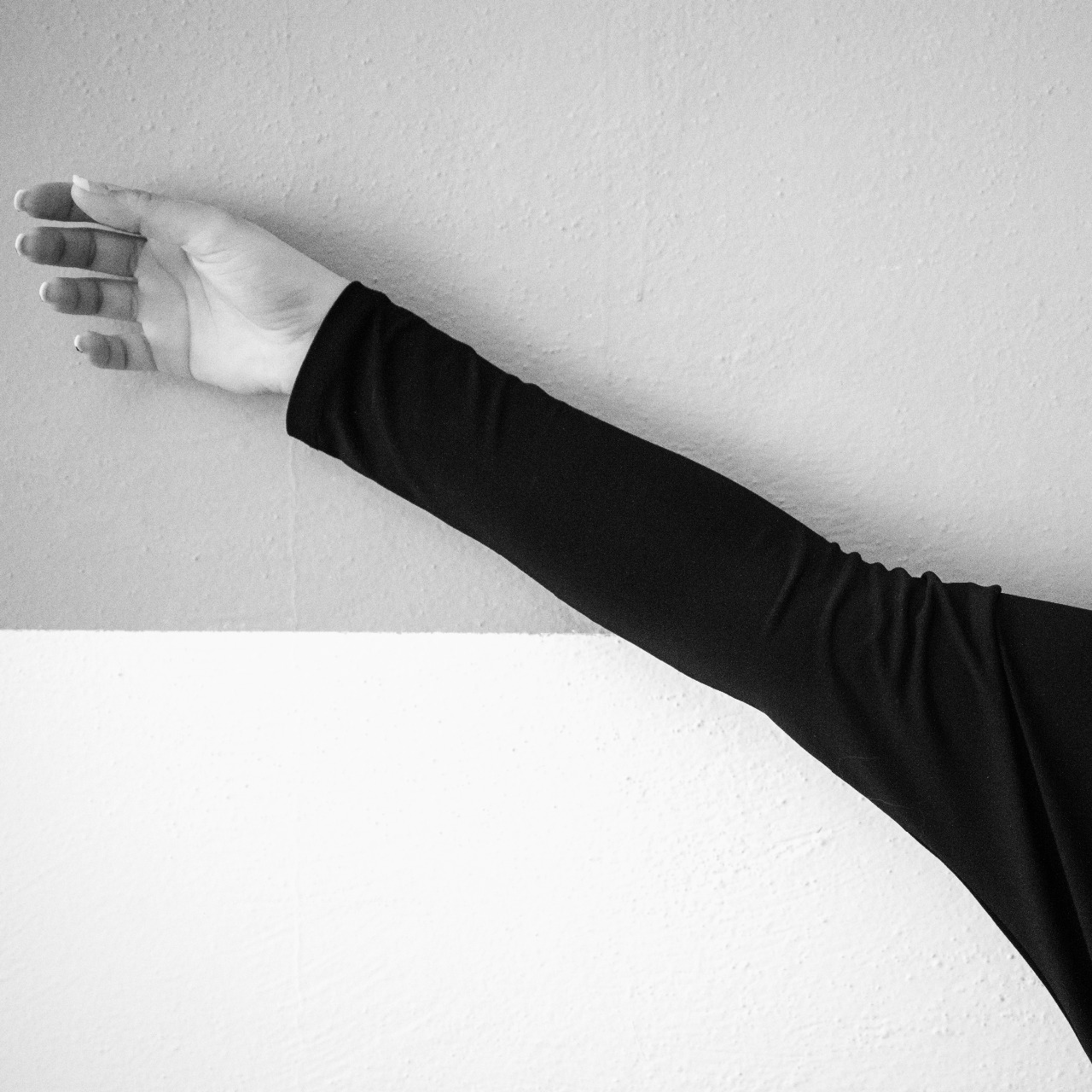
Trikolora, 2013

- Skryté vrstvy ženy (Chagall Ostrava)

2024
- Po/City (Kulturní centrum Česká Třebová)[12]

2019
- Vše co (ne)schováš (Městská galerie Otrokovice)[13]

2018
- Vše co (ne)schováš (Muzeum moderního umění Andyho Warhola)

- Tajemné ženy (kavárna Továrna Zlín) [14]

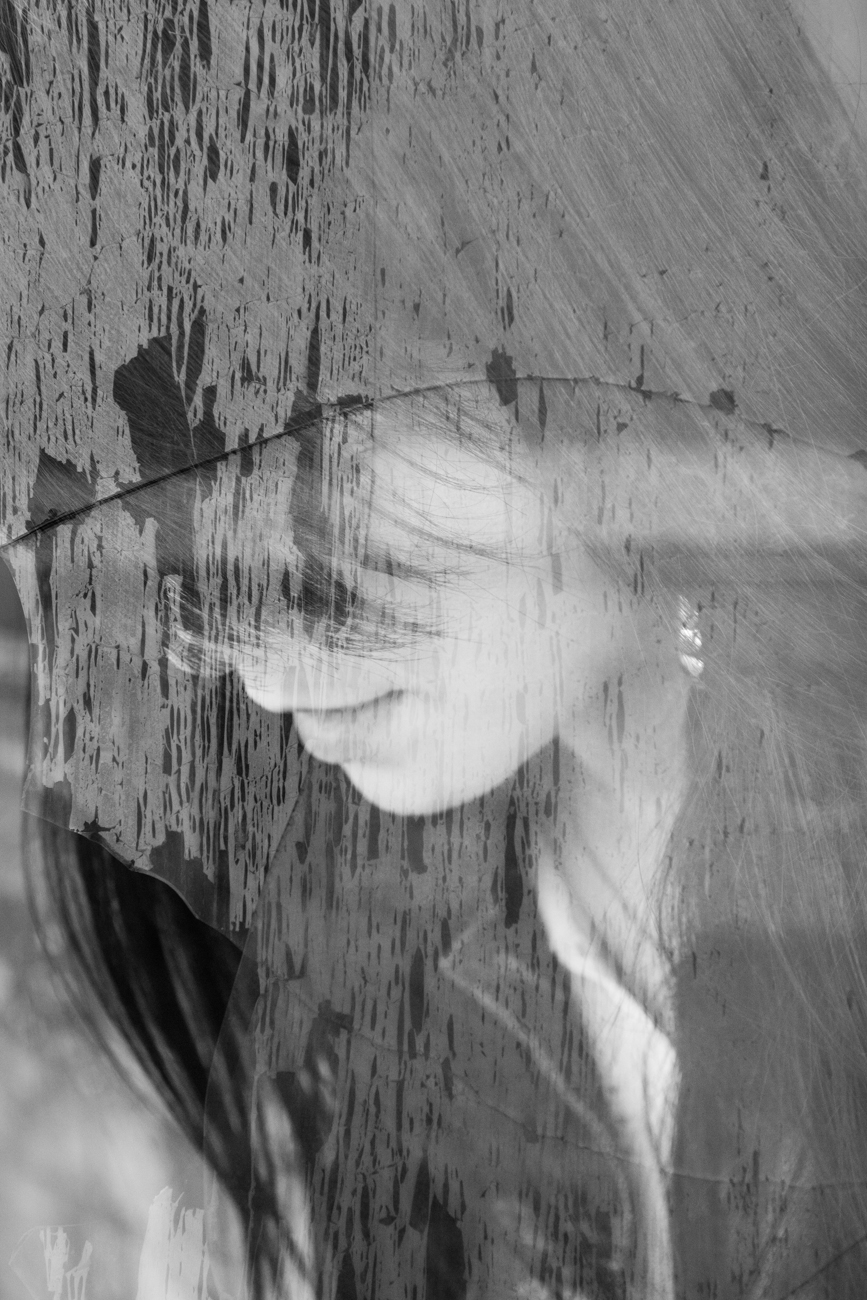
Tajemné ženy

2017
- Tajemné ženy (Café Práh Brno)[15]

## Ocenění
2024
- Czech Art Photo 2024 - kategorie umělecký akt - Cena poroty[16]
- Muse Photography Awards 2024 - Black & White Photography - akt - 3. místo - "silver winner"[17]

2023
- ND Photography Awards 2023 - kat. Fine Art - akt - čestné uznání[18]
- IMACRES Awards 2023 - kategorie Fine Art - čestné uznání[19]
- Časopis Reflex - téma Pohyb - 1. místo[20]
- International Photography Award - kat. umělecký akt - čestné uznání[21]
- Le Prix de la Photographie de Paris - kategorie Fine Art /Nudes - bronz[22]
- London Photography Awards - kategorie BW Nudes - gold winner[23] a kategorie London Photopgraphy Nudes - gold winner
- Muse Photography Awards 2023 - Black & White Photography - akt - 2. místo - "gold winner"[24]
- Monochrome Photography Awards 2023 - kategorie Akt - čestné uznání[25]
- Tokyo International Foto Awards 2023 - kategorie akt - čestné uznání[26]

2022
- Monochrome Photography Awards 2022 - kategorie akt - čestné uznání[27]
- FKNS Winter Circuit 2022, Kula, Srbsko - kategorie Open Monochrome - čestné uznání salónu[28]
- European Photography Awards - kategorie Switzerland Photography - Nudes - čestné uznání[29]
- 4th International Exhibition of Photography "Portugal 2022", Lisabon - kategorie Woman - zlatá medaile NPS[30]
- Muse Photography Awards 2022 - Black & White Photography - akt - 3. místo - "silver winner"[31]

2021
- Monochrome Photography Awards 2021 - kategorie akt - čestné uznání[32]
- ND Photography Awards 2021 - kat. Fine Art - akt - čestné uznání[33]
- 7th Fine Art Photography Awards - kat. Nudes - Nominee[34]

2020
- 5. Campina International Exhibition of Photography Ciep 2020 Rumunsko  - kategorie Open monochrome - čestné uznání ICS [35]

- International Photography Award - kat. umělecký akt - čestné úznání[36]
- Monochrome Photography Awards 2020 - kategorie akt - čestné uznání[37]

2019
- 5th Fine Art Photography Awards - kat. Koncept - Nominee[38]
- Monovision Awards 2019 - kat. Akt - čestné uznání[39]

2018
- ND Awards 2018 - Kategorie Fine Art Nude - čestné uznání[40]

- 4th Fine Art Photography Awards - kat. Akt - Nominee[41]
- Photoshoot Awards Nude 2018 - kategorie Urban Nude - finalista[42]

2017
- Černobílé valéry 2017 - kategorie volné téma - 3. místo[43]
- 3rd Fine Art Photography Awards - kat. Koncept - Nominee[44]
- Monochrome photography Awards 2017 - kat. Akt - čestné uznání[45]

2016
- 2nd Fine Art Photography Awards - kat. Akt - Nominee[46]

2015
- Best of Photography 2015 (Santa Barbara) - čestné uznání[47]

## Galerie

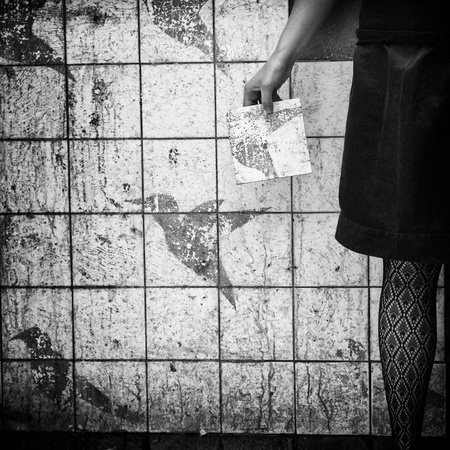
Kachlík
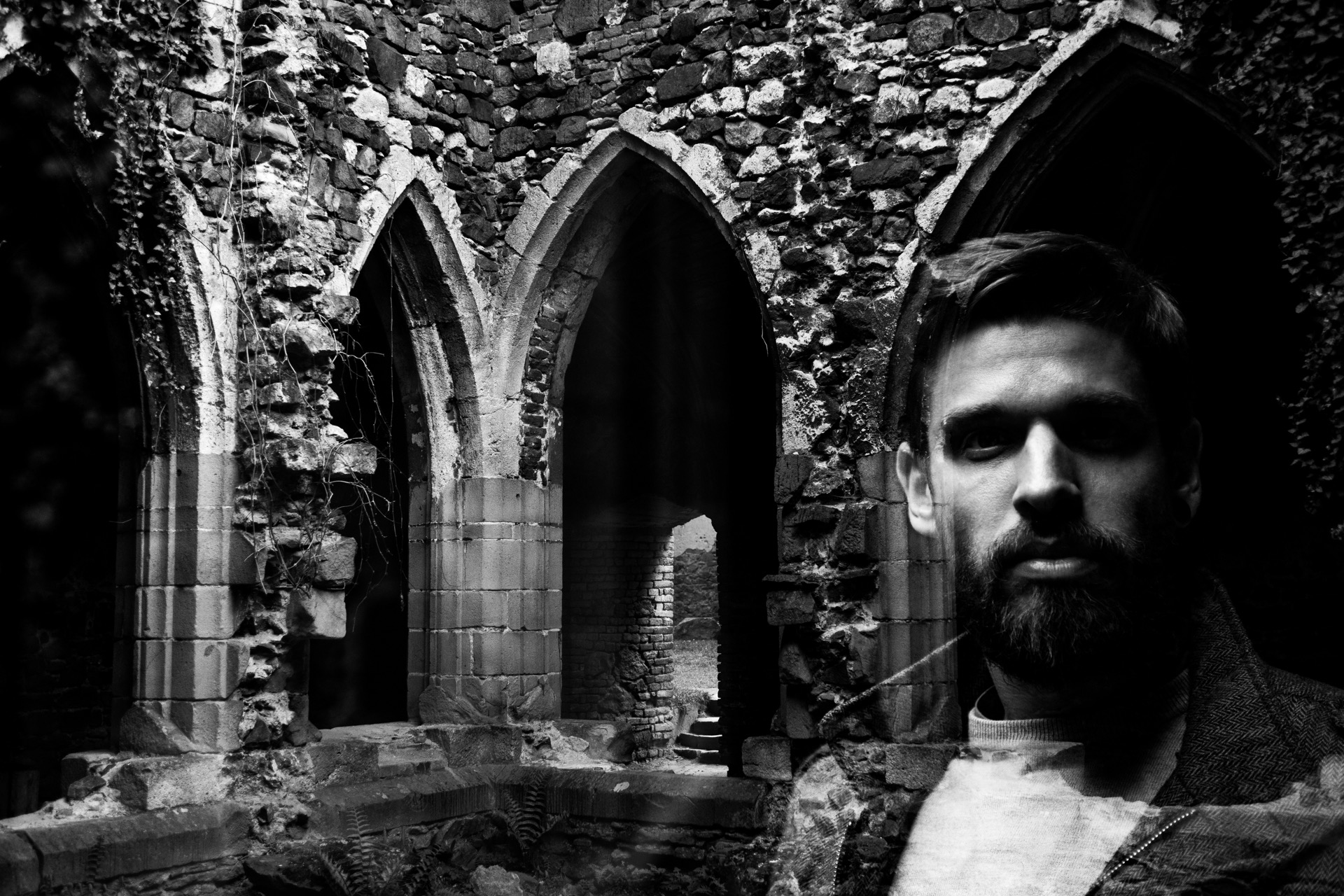
Rosa C
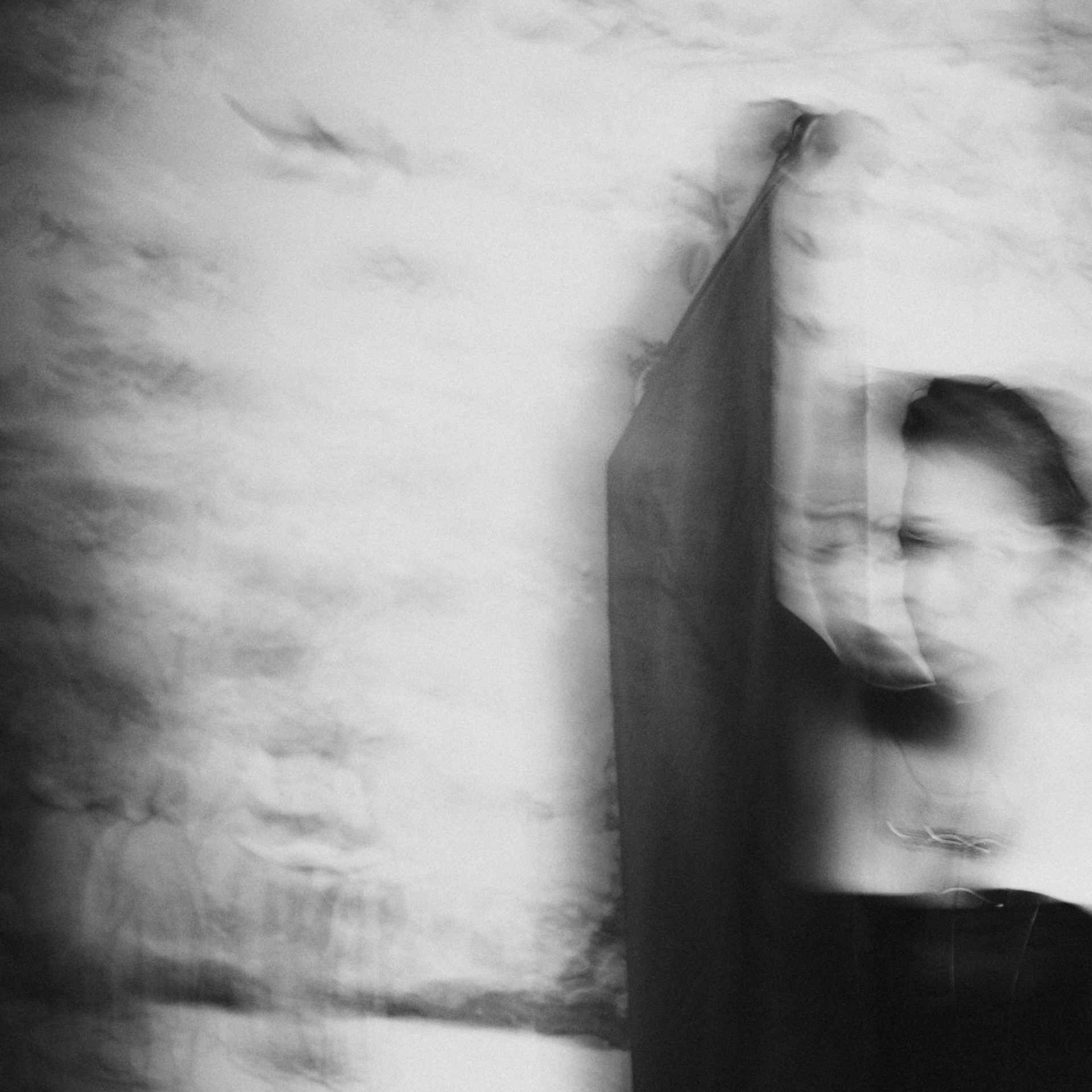
Obrana
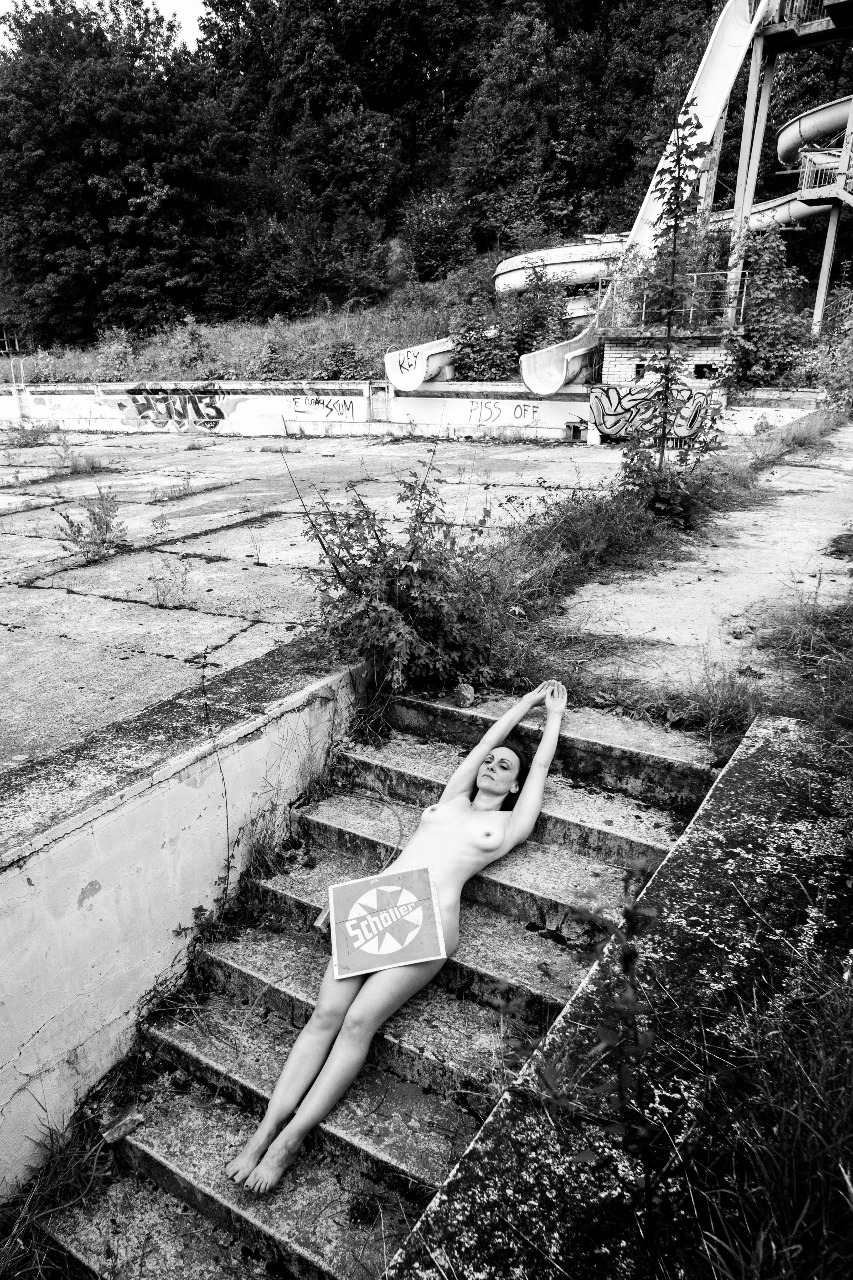
Koupaliště
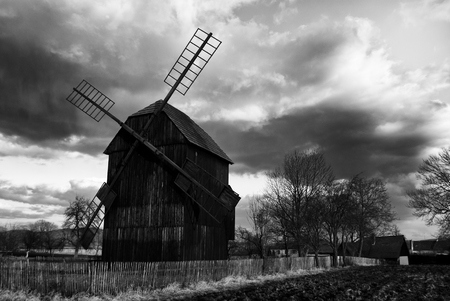
Rymice
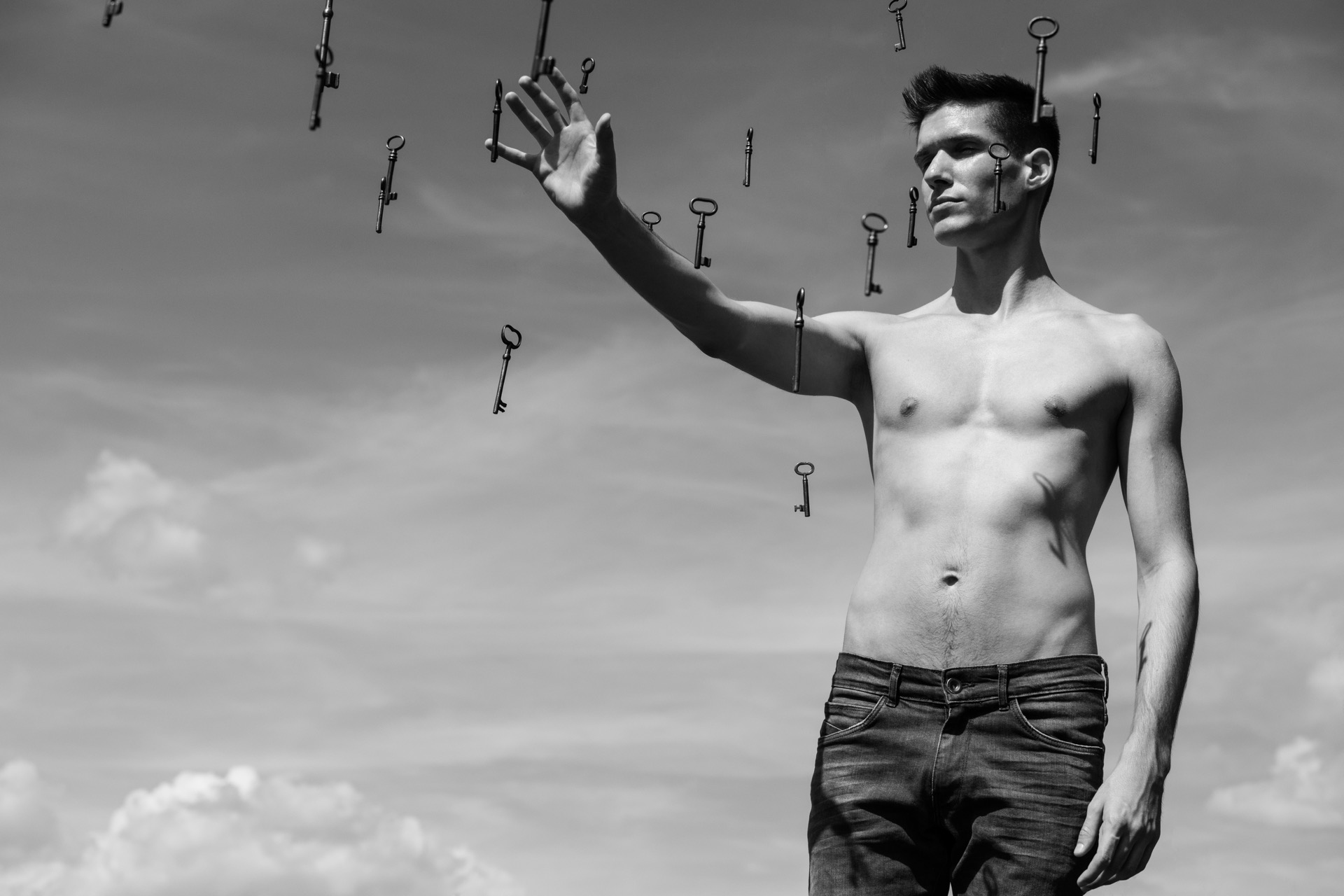
Klíčník
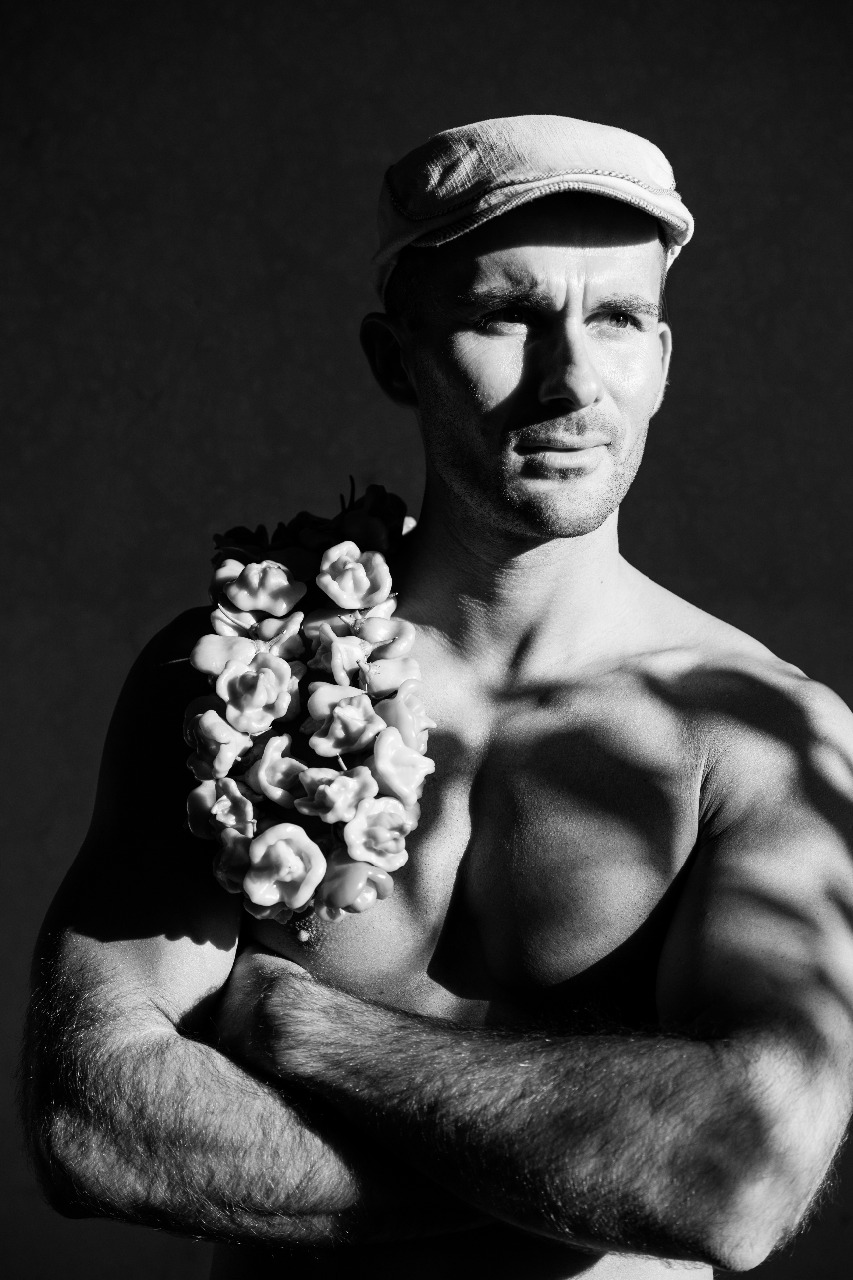
Farmář
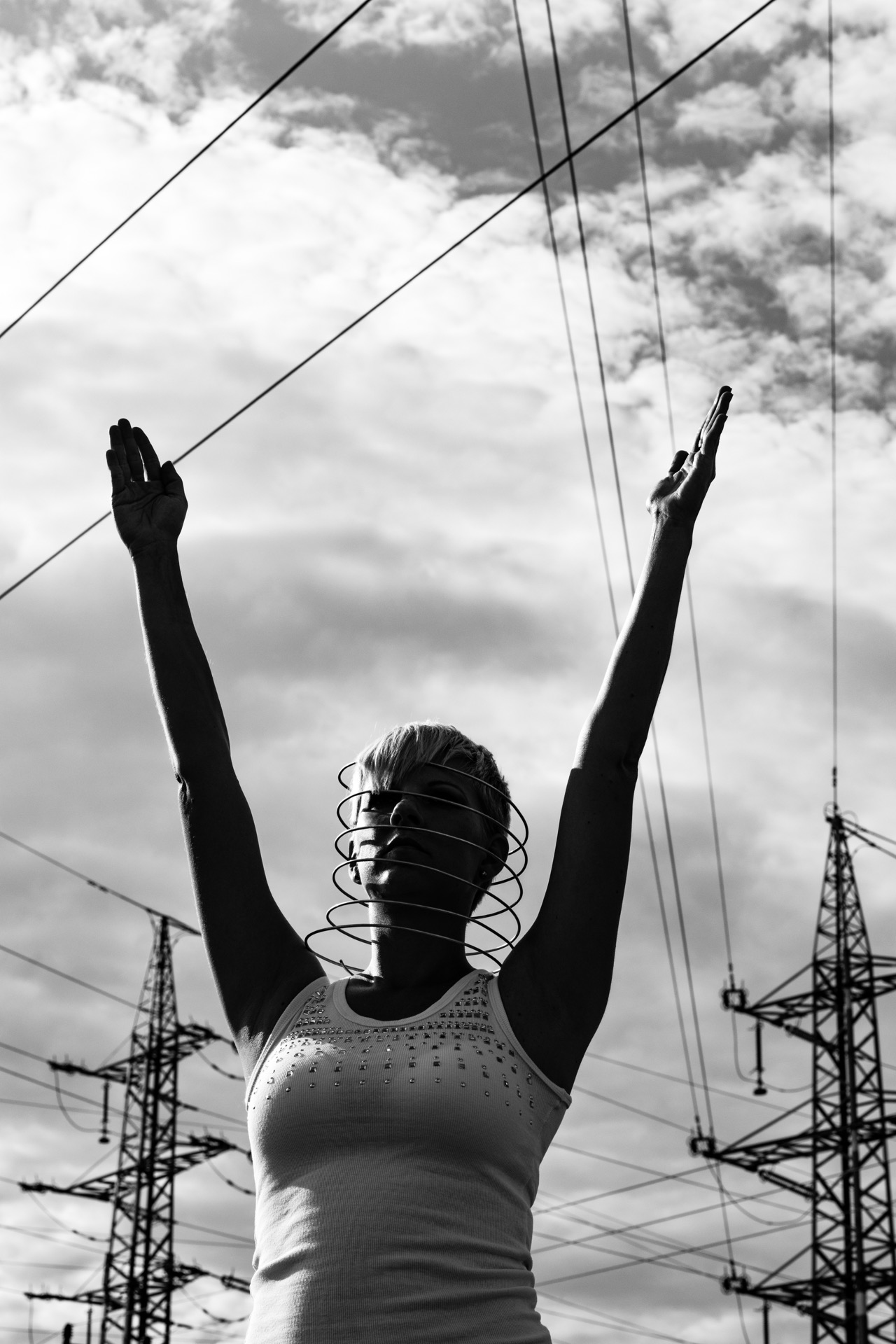
Futuristický soubor Elektra
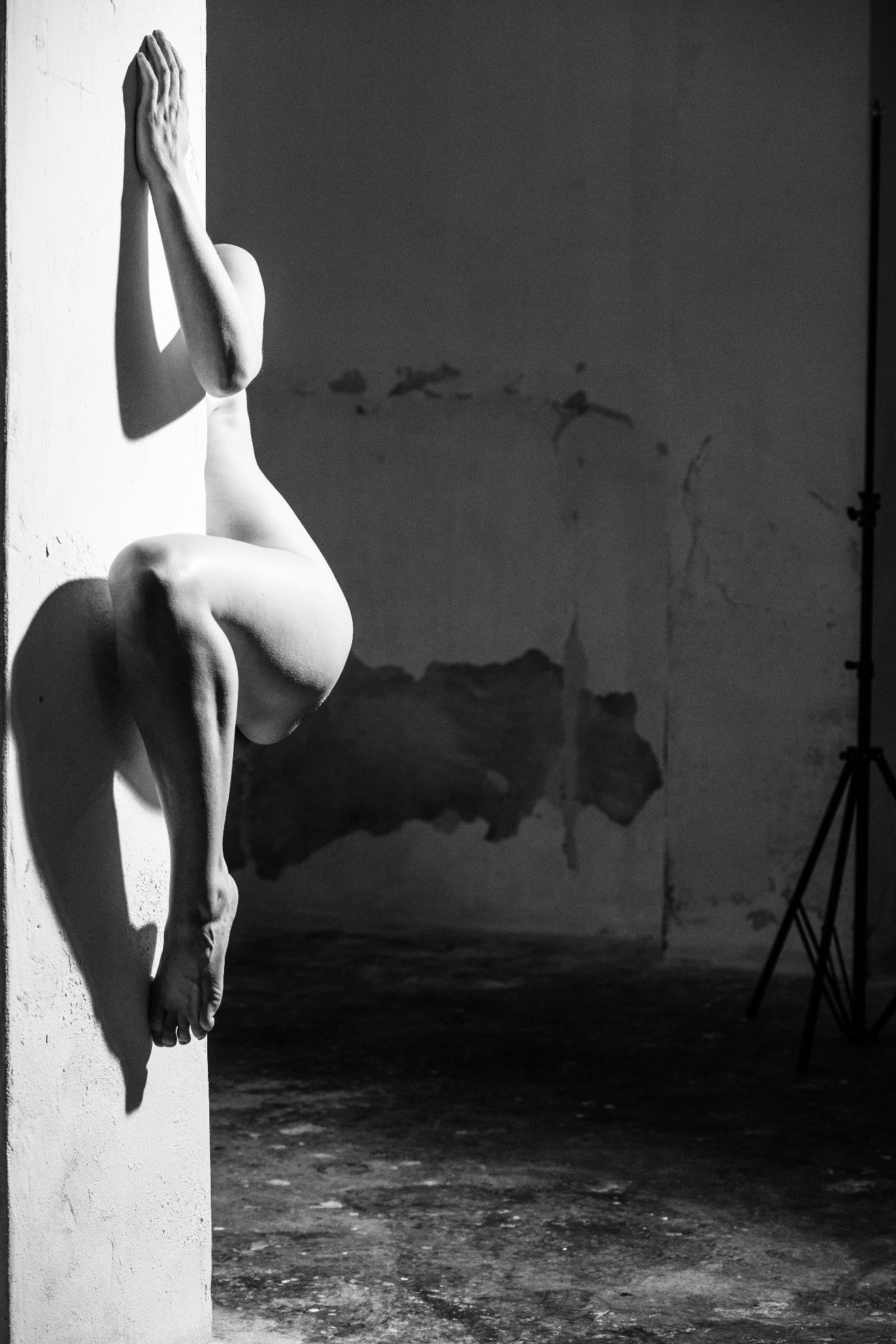
Černobílý svět